# Paraíso (São Paulo)
Paraíso é um município brasileiro localizado no estado de São Paulo. Sua população estimada pelo (IBGE/2017) era de 6.369 habitantes. Paraíso pertence à Microrregião de Catanduva, que integra a Mesorregião de São José do Rio Preto.

## História
Em 1865, existia um povoado com o nome de São Sebastião do Turvo. Esse povoado pertencia ao município de Jaboticabal, e os 47 alqueires de terra deste povoado, pertenciam à Diocese de São Carlos. Através da Lei nº 663 de 06 de setembro de 1899, o Coronel Fernando Prestes de Albuquerque, então presidente do Estado de São Paulo, promulgou a elevação do povoado à categoria de Distrito de Paz. O distrito estava jurisdicionado ao município e comarca de Jaboticabal. No dia 29 de dezembro de 1915, através da Lei nº 1493, no seu artigo primeiro, São Sebastião do Turvo, passava a ter o nome de Yrupi.
No dia 17 de agosto de 1933, através do Decreto 6034, assinado pelo então governador do estado Armando de Sales Oliveira, a chamada "Vila Paraíso" (anteriormente Yrupi) foi oficialmente caracterizada como distrito de Jaboticabal. Entre 1937 a 1945, sobre a ditadura de Getúlio Vargas, Pirangi, uma cidade vizinha, foi à categoria de município, e Paraíso, então distrito, ficou jurisdicionado àquele município e à comarca de Monte Alto. Até o ano de 1946 o sub-prefeito de Paraíso era indicado pelo prefeito nomeado de Pirangi.
Com o fim da ditadura, todo o país teve eleições livres e diretas, e então Paraíso começou pela primeira vez sua militância política. Uma lei federal regulamentava as condições para que um distrito pudesse ser emancipado. Em 1953, foi aprovado o projeto de lei do deputado Paulo Teixeira Camargo, que apresentado ao plenário da Assembléia Legislativa, recebeu pareceres favoráveis das comissões e depois de votada, a matéria foi aprovada. Com a lei aprovada, a constituição exigia que se realizasse um plebiscito, que foi marcado.
Dentre todos os eleitores de Paraíso que votaram para decidir sobre a criação do Município, apenas sete votos foram contrários. A lei promulgada pelo governador Ademar de Barros, entrou em vigor no dia 1º de janeiro de 1954. A primeira eleição de Paraíso aconteceu no dia 15 de novembro daquele ano, sendo eleitos o primeiro Prefeito, o primeiro Vice-Prefeito e nove Vereadores.

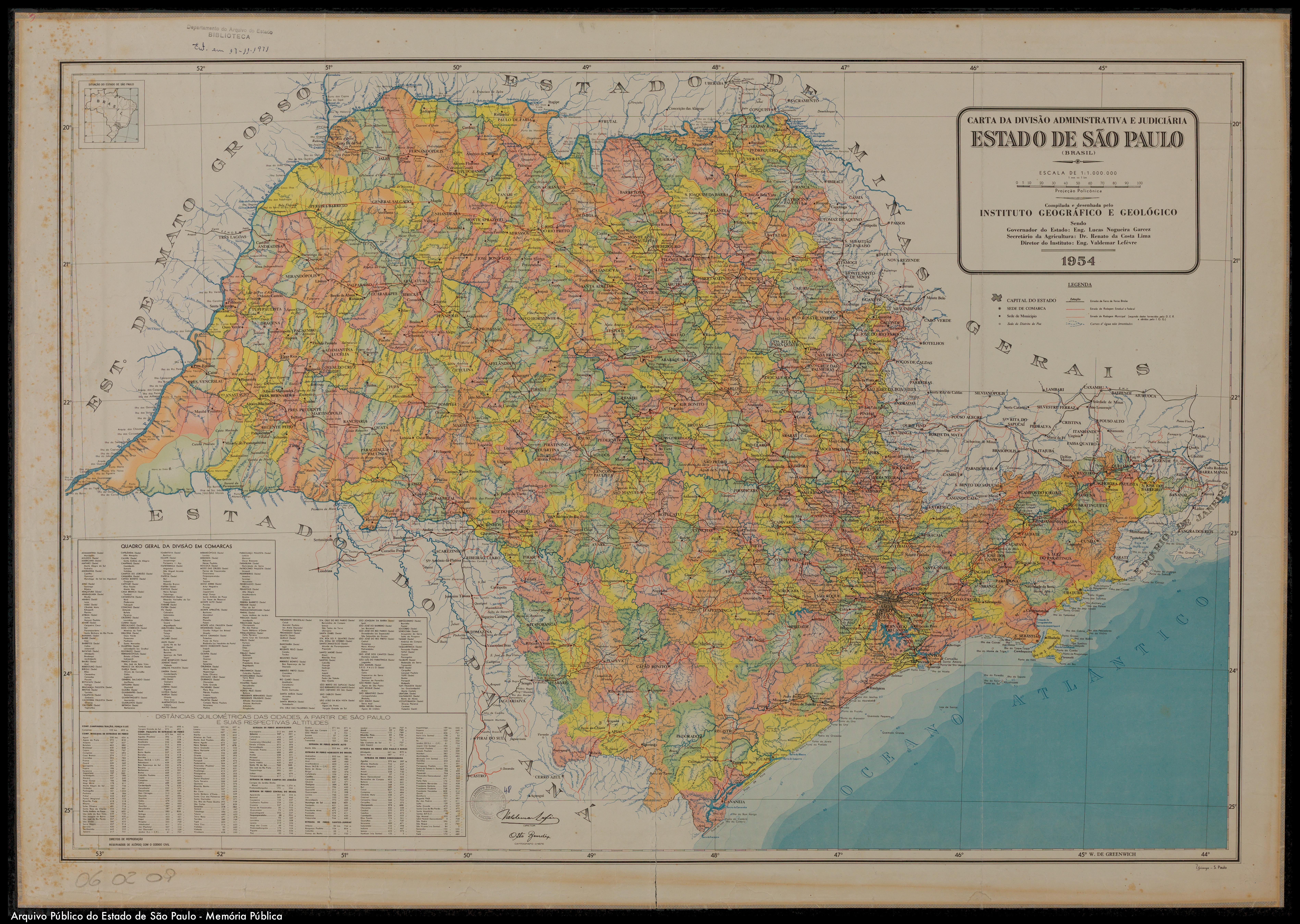
Estado de São Paulo (1953).

## Geografia
Localiza-se a uma latitude 21º00'59" sul e a uma longitude 48º46'25" oeste, estando a uma altitude de 598 metros. Possui área de 155,186 km². Está localizada à 397 km de distância da capital paulista.

### Hidrografia

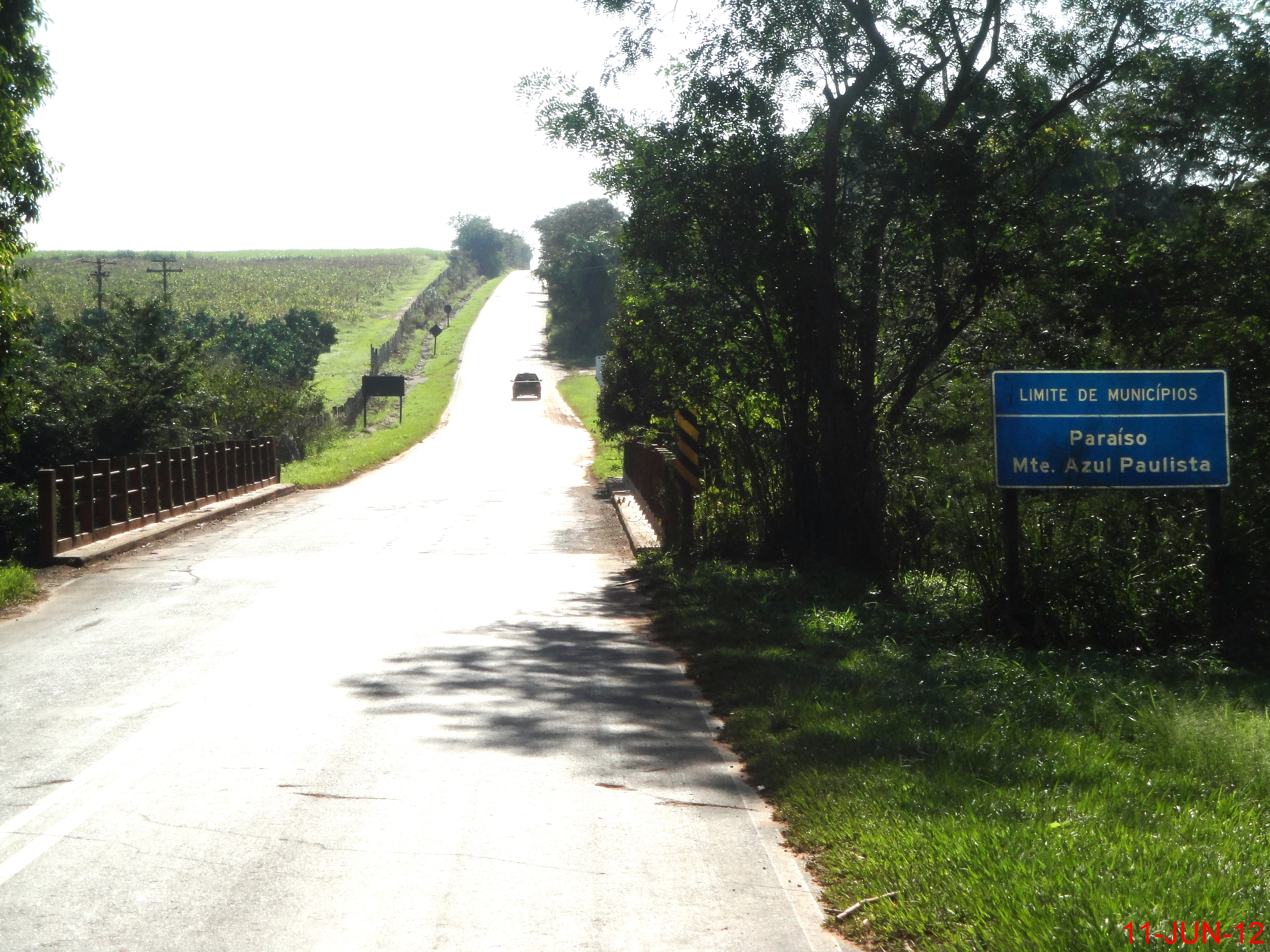
Rio Turvo, limite dos municípios de Paraiso e Monte Azul Paulista.

- Rio da Onça
- Rio Turvo

## Demografia

### População
| Crescimento populacional                             | Crescimento populacional | Crescimento populacional | Crescimento populacional |
| Ano                                                  | População Total          |                          | %±                       |
| ---------------------------------------------------- | ------------------------ | ------------------------ | ------------------------ |
| 1958                                                 | 3 805                    |                          | —                        |
| 1960                                                 | 4 965                    |                          | 30,5%                    |
| 1970                                                 | 3 422                    |                          | −31,1%                   |
| 1980                                                 | 3 617                    |                          | 5,7%                     |
| 1991                                                 | 4 733                    |                          | 30,9%                    |
| 2000                                                 | 5 429                    |                          | 14,7%                    |
| 2010                                                 | 5 898                    |                          | 8,6%                     |
| 2022                                                 | 6 099                    |                          | 3,4%                     |
| Est. 2024                                            | 6 211                    | [ 5 ]                    | 1,8%                     |
| Fontes: Censos Demográficos IBGE e Estimativas SEADE |                          |                          |                          |

### Dados demográficos
Dados do Censo - 2010
- População total: 5.898
  - Urbana: 5.188
  - Rural: 710
  - Homens: 3.012[10]
  - Mulheres: 2.886
- Densidade demográfica (hab./km²): 37,85

Dados do Censo - 2000
- Mortalidade infantil até 1 ano (por mil): 7,92
- Expectativa de vida (anos): 76,18
- Taxa de fecundidade (filhos por mulher): 2,49
- Taxa de alfabetização: 87,34%
- Índice de Desenvolvimento Humano (IDH-M): 0,793
  - IDH-M Renda: 0,691
  - IDH-M Longevidade: 0,853
  - IDH-M Educação: 0,834

(Fonte: IPEADATA)

## Infraestrutura

### Comunicações
O sistema de telefones automáticos foi inaugurado na cidade em 1980 pela Telecomunicações de São Paulo (TELESP), que também implantou o sistema de discagem direta à distância (DDD) em 1985 com o código de área (0175).
Na década de 90 o código DDD da cidade foi alterado para (017), para padronização do sistema telefônico com a telefonia celular que estava sendo implantada em todo o estado.

## Religião
O Cristianismo se faz presente na cidade da seguinte forma:

### Igreja Católica
- A igreja faz parte da Diocese de Catanduva.[14]

### Igrejas Evangélicas
- Assembleia de Deus Ministério do Belém.[15][16]
- Congregação Cristã no Brasil.[17]